# José Luis Molina (gaucho)
José Luis Molina fue un baqueano criollo argentino, caudillo de malones y guía del ejército de la primera mitad del siglo XIX, en cuya función tuvo una destacada participación en la derrota de las tropas del Imperio del Brasil en la Batalla de Carmen de Patagones, durante el transcurso de la Guerra del Brasil.

## Biografía

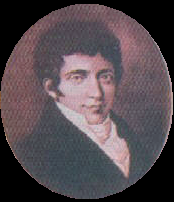
Francisco Hermógenes Ramos Mejía.

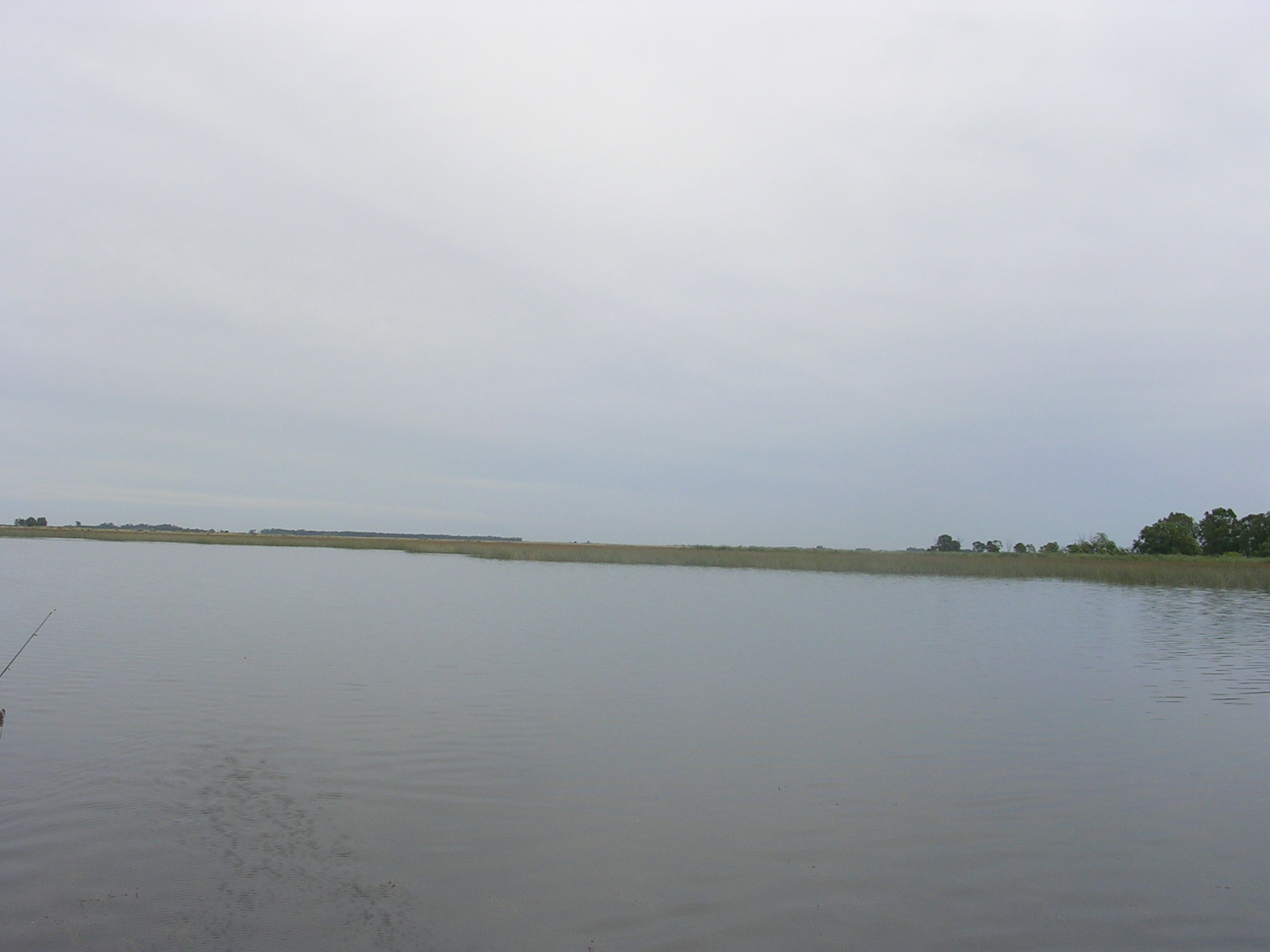
Laguna Kakel Huincul.

En 1811 el hacendado y miembro del Cabildo de Buenos Aires Francisco Ramos Mejía, en compañía de algunos pocos hombres de la chacra encabezados por José Luis Molina, se internó tras el río Salado hasta la zona de la laguna Kakel Huincul y Mari Huinkul, que en lengua aborigen  significa "diez lomas", situada en el viejo partido de Monsalvo, actual partido de Maipú, al sur de Dolores.
Molina era capataz de la estancia de Ramos Mejía en Los Tapiales y hablaba perfectamente las lenguas indígenas. En Mari Huinkul Ramos Mejía compró 64 leguas cuadradas de tierras a los indios pampas en 10000 pesos fuertes, fundando la estancia de Miraflores.
En su estancia Ramos Mejía cultivó excelentes relaciones con las tribus vecinas. Pese a, contra toda costumbre de la época, haberles comprado la tierra, fomentó la permanencia de los indios en su estancia. Allí aprendieron a sembrar utilizando el caballo para arar, cosecharon trigo, cebada y maíz, y plantaron árboles (cedros, robles, castaños y frutales). El excedente de lo que producían se vendía en Buenos Aires y su producto les pertenecía. Los aborígenes podían abandonar la hacienda en cualquier momento, ninguna servidumbre los ataba a la tierra o a su dueño.
Por otro lado, aquellos que preferían no asentarse tenían garantizado el libre y pacífico tránsito por Miraflores.
Ramos Mejía estableció solo algunas reglas de convivencia para quienes habitaran sus tierras, que eran conocidas por estos como "la Ley de Ramos". Una de las primeras prohibiciones que estableció fue la del uso de armas. 
En 1815 se instaló en la cercanía de la laguna Kaquel Huincul un fortín. Si bien la frontera seguía en el Salado, el avance de las estancias y del apoyo militar y las autoridades civiles fijaron la frontera en el nuevo fortín y en el naciente pueblo de Dolores.
En las inmediaciones se estableció también el principal centro de detención de prisioneros realistas, conocido como Las Bruscas.
Durante algunos de esos años, Molina revistó como soldado del Regimiento de Granaderos a Caballo, pero finalmente fue dado de baja (o desertó) y volvió a su puesto en la estancia.

### El Pacto de Miraflores

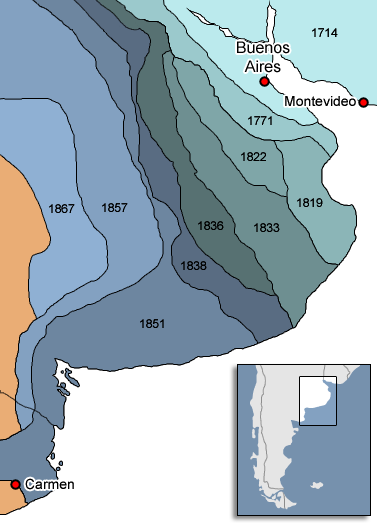
Frontera con el indio.

Hacia 1820 la situación de la frontera sudoeste era pacífica. Inmerso en una crisis civil sin precedentes, a principios de 1820 el gobierno buscó un acuerdo con los indígenas de las sierras de Tandil que le permitiese asegurar esa frontera. Cuando las propuestas llegaron a los indígenas, estos decidieron que Francisco Ramos Mejía actuara como su representante en las negociaciones que se realizaron en su estancia de Miraflores. El 7 de marzo de 1820, en representación de 16 jefes indígenas pampas, Ramos Mejía firmó con el gobierno de Buenos Aires el Tratado de Paz de Miraflores, que si bien reconocía la situación existente planteaba una relativa reciprocidad en las concesiones.

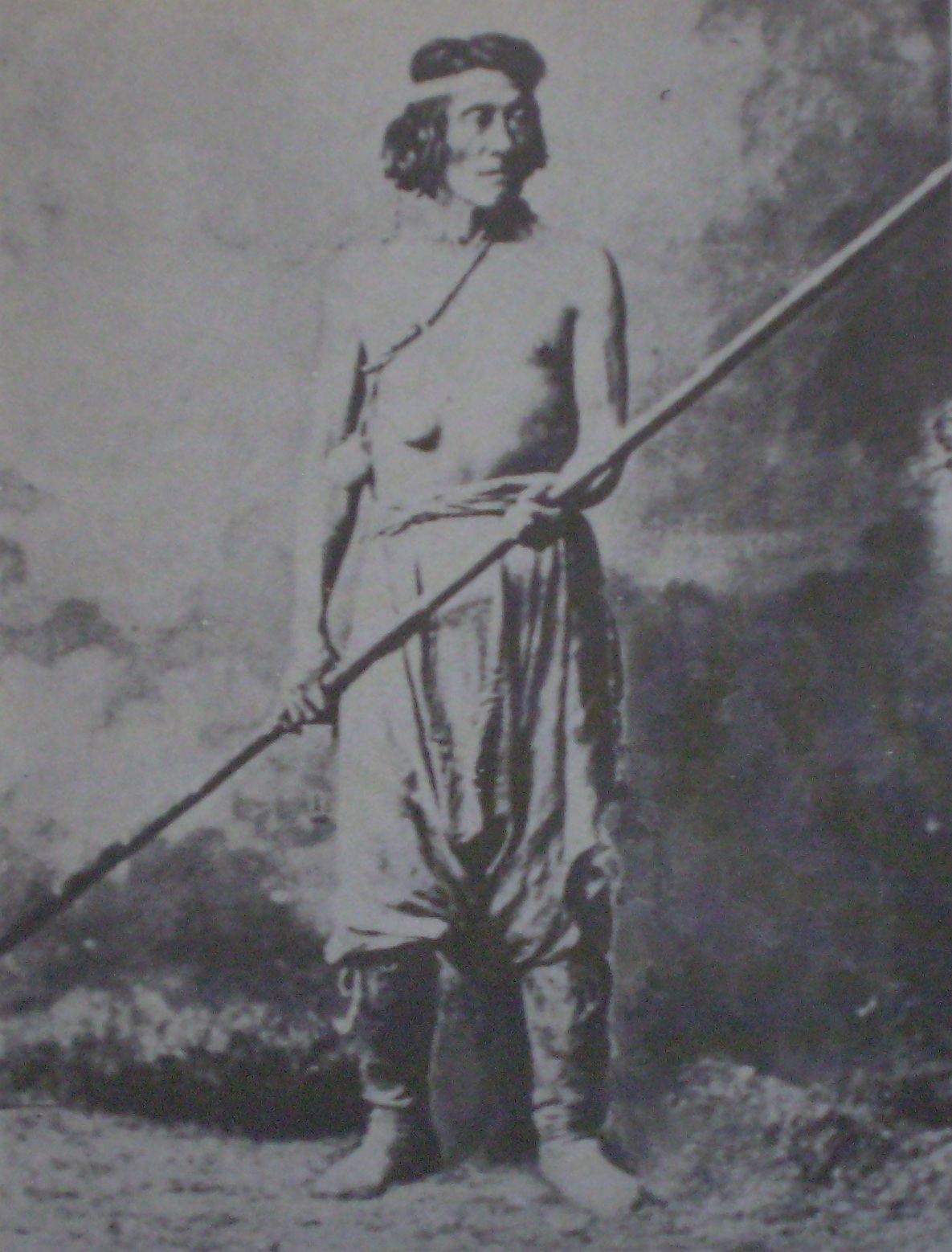
Cacique ranquel (Pincén).

Pero tras el tratado que debía ratificar la paz existente la situación se deterioró rápidamente en todos los aspectos. 
El sargento mayor Juan Cornell diría años después: "Pero desgraciadamente las turbulencias del año 20 y el mal manejo que se tuvo para tratarlos hizo disgustarlos en tiempo del gobierno del General Rodríguez, y se retiraron de Kaquel donde residían las tribus de Ancafilú, Pichiman, Antonio grande y Landao, que vivían pacíficamente agasajados por Don Francisco Ramos Mejía, que permanecía sin ningún temor en su estancia con toda su familia y sin exageración diré, rodeado de estas indiadas."

### El ataque
Pocos meses después de la firma del tratado se produjeron al norte feroces malones contra las localidades de Lobos y de Salto que obligaron al gobernador Martín Rodríguez a efectuar una campaña contra las tribus.
No obstante ante la imposibilidad de alcanzar las partidas agresoras y la amenaza de disolución de sus fuerzas, tras algunos enfrentamientos Rodríguez volvió al fuerte de Kaquel Huincul. Allí ordenó que fueran detenidos todos los indios que trabajaban en la Estancia de Miraflores, acusándolos de ser espías de las tribus que realizaban los malones, y que Francisco Ramos Mejía se presentara en la ciudad de Buenos Aires para responder a la acusación de preferir la amistad de los indígenas a la de sus conciudadanos y de trabajar en contra de la religión oficial.En el comunicado que pasó al gobierno Rodríguez señalaba que de Miraflores "reciben los demás indios noticias que les favorecen para sus excursiones" y que en esa "estancia es donde se proyectan los planes de hostilidades contra provincia"
Al ejecutarse la orden hubo un intento de resistencia pero Ramos Mejía convenció a los indígenas que marcharan pacíficamente, comprometiéndose a dirigirse al fuerte para hablar con el gobernador y resolver la situación.
Al presentarse al día siguiente en el fuerte, Rodríguez le comunicó que no solo los indios no serían liberados sino  que él debía abandonar de inmediato su estancia e ir detenido a la capital. Su esposa María Antonia y sus hijos fueron encerrados en una carreta rumbo a Buenos Aires, mientras que Francisco Ramos Mejía fue trasladado esposado a caballo. Iniciado el traslado, en las cercanías del fuerte Ramos Mejía vio en el camino los cadáveres degollados de ochenta indios de sus tierras. Al presentar su protesta se le contestaron que durante la marcha se produjo un intento de resistencia que debió ser sofocado.
No se encontró ninguna prueba que ligara a Ramos Mejía o a los indios de sus tierras con los malones o de que representaran una amenaza para la frontera. De hecho, en su informe del 4 de febrero de 1821, el capitán Ramón Lara le informó al gobernador que al allanar como se le ordenara la estancia había encontrado solo seis fusiles, tres de ellos inútiles y los restantes con evidente falta de uso, lo que representaba un arsenal claramente insuficiente no ya para las actividades de que eran acusados sino para cualquier estancia en lo que era zona de frontera.
Cornell afirmó que la incursión fue un fracaso que "... no produjo ésta mayores resultados, si no al contrario más disposición en los indios para hacernos la guerra y no poca por haber traído preso en el mismo ejército a Don Francisco Ramos Mejía con toda la tribu de indios pacíficos que tenían sus tolderías en su estancia Miraflores."

### Después de Miraflores

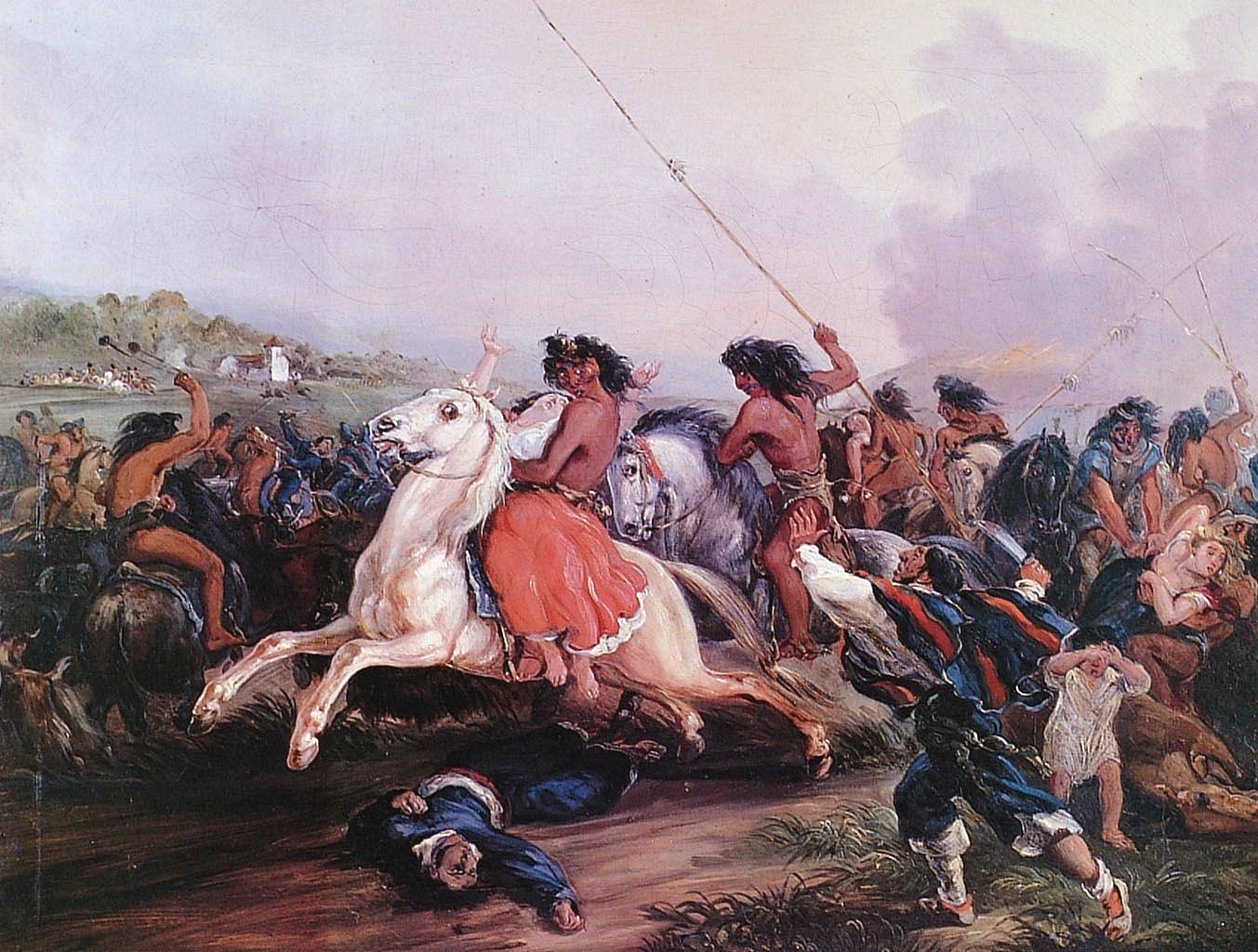
"El malón" por Mauricio Rugendas.

Cuando Martín Rodríguez apresó al hacendado y a los indios que vivían en su estancia, Molina junto con dos peones más, huyó a las tolderías y se puso al frente de los indios, aún de aquellas tribus hasta entonces pacíficas. 
En abril de 1821 un malón de 1500 hombres de lanza guiados por José Luis Molina destruyó la naciente población de Dolores. Después de la destrucción del poblado, donde obtuvieron más de ciento cincuenta mil cabezas de ganado, aliado a los caciques Ancafilú y Pichiman invadió por la costa del Salado hasta ser derrotado por los Húsares y Dragones Auxiliares de Entre Ríos. 
Molina escapó y tras la muerte de Ancafilú en el combate de Araza fue acusado de traición por los indios por lo que para salvar la vida solicitó y obtuvo protección en los cuarteles, siendo enviado por el comandante Juan Cornell escoltado al Fuerte Independencia. Útil por sus conocimientos fue indultado el 4 de julio de 1826 por Bernardino Rivadavia y se sumó como capitán de baqueanos a las expediciones de 1826 y 1827 del coronel Federico Rauch a la Sierra de la Ventana.

### Patagones
Durante la Guerra del Brasil, Buenos Aires se encontraba bloqueado por mar, por lo que el puerto de Carmen de Patagones se convirtió en una de las principales bases de actividades corsarias.  
En 1826 Rauch dio traslado al comandante del fuerte, el coronel Martín P. Lacarra y Toledo, una comunicación del gobierno previendo una próxima invasión brasilera. Lacarra solicitó doscientos hombres de caballería y como Molina estaba operando con 22 hombres, sus "tragas", en la zona del río Colorado fue derivado a Patagones. 
A fines de febrero de 1827 se produjo el ataque brasileño comandado por el capitán de fragata inglés James Shepherd. A comienzos de marzo, las fuerzas de desembarco intentaron avanzar hacia la ciudad rodeando por el norte pero tras un enfrentamiento y la muerte de su comandante, se dispersaron. Sin baqueanos, los invasores se vieron acosados por el hambre, la sed, y el ataque de los hombres de Molina, quienes incluso incendiaban los campos que los rodeaban. 
José Juan Biedma escribe que si bien Molina era "famoso por sus fechorías" 

"Allí estaba el alma de la resistencia. Era un grupo de veintidós hombres mal armados, mal entrazados, peor amunicionados; y sin embargo, aquel pequeño obstáculo impedía que quinientos brasileros en perfecto orden de batalla se posesionaran de la plaza que ya tocaban. El baqueano Molina preparábase con su partida de 22 hombres media oculta, a desbaratar por una astucia bien conocida el plan de los invasores... Molina, el baqueano Molina, el vencedor de los brasileros en Patagones, era el paisano de alta talla, de siniestro aspecto, de fisonomía sombría, de grande barba negra, con un poco de la crin de león en su melena y una mirada terrible pero encapotada... Era el tipo de gaucho de nuestra pampa, aprisionado bajo el uniforme militar".
José Juan Biedma, Crónica, 1905.

### Últimos años
En el levantamiento rural de 1829 en contra de Juan Lavalle tuvo un papel destacado en la dirección de una de las tantas bandas armadas que mantuvo en jaque al gobierno de facto. Regularizada la situación con la llegada al poder de Rosas, Molina pasó a servir como oficial en el Fuerte Independencia
Biedma relata que "Molina, al cual no absuelve de sus crímenes ante el juicio sereno de la posteridad la gloria de Patagones, continuó prestando sus servicios al gobierno de Rosas y alcanzó el grado de coronel de milicias, terminando sus días en el Tandil".
En la Biblioteca del Comercio del Plata, de Montevideo, dirigida por Valentín Alsina, aparece una nota sobre su muerte: "30 de enero de 1830. Muere hoy, de resultas de un lento envenenamiento dispuesto por Rosas, el titulado coronel Molina, uno de sus caudillos principales en la guerra contra el general Lavalle y que tenía gran poder sobre los indios, entre los cuales, como soldado desertor, había vivido muchos años, regresando indultado en 1826".